# Запасы полезных ископаемых
Запасы полезных ископаемых — количество полезных ископаемых, (минерального или органического происхождения) для данного месторождения, определенное по данным геологической разведки. Имеется несколько стандартов достоверности оценки запасов.

## Категории запасов
В СССР и Российской Федерации запасы по степени достоверности делятся на 4 категории: А, В, C1 и C2.
- Категория «А» — Детально разведанные запасы полезных ископаемых. Границы, форма и строение тел полезных ископаемых должны быть полностью определены, известны типы и промышленные сорта сырья, а также геологические факторы, влияющие на условия их добычи.
- Категория «В» — Предварительно разведанные запасы полезных ископаемых. Приблизительно определены контуры тел полезных ископаемых, точное пространственное положение природных типов сырья пространственно не отображены.
- Категория «C1» — Запасы разведанных месторождений сложного геологического строения и слабо разведанные запасы полезных ископаемых. Применяется на новых площадях и на площадях, прилегающих к детально разведанным участкам. Оценка запасов категории C1 производится экстраполяцией геологических данных с детально разведанных участков месторождений.
- Категории «C2» — Перспективные, неразведанные запасы. Оцениваются путём толкования геологического строения, с учётом аналогии сходных и подробно разведанных тел полезных ископаемых.

Изредка в расчётах используется обозначение «Д» для суммы накопленной добычи
В США используется классификация минеральных ресурсов (Mineral resources) и резервов: Resource, Identified resource, Undiscovered resource, reserves. Выделяется три типа ресурсов:
- измеренные (англ. measured), определяемые на основании замеров в горных выработках и буровых скважинах,
- выверенные (англ. indicated), подсчитываемые при распространении данных горных работ и бурения за их пределы,
- предполагаемые (англ. inferred), оцениваемые по общим геологическим данным.

В индустрии при оценке экономических параметров также используют понятия Proved, Probable, Possible.

## Методика оценки запасов полезных ископаемых
- Методика геологического фонда. Основными системами учета минерально-сырьевых ресурсов России являются ведение государственного баланса запасов полезных ископаемых (далее — ГБЗ) и ведение государственного кадастра месторождений и проявлений полезных ископаемых (далее — ГКМ)
- Методика JORC - Австралийский (Австралоазиатский) Кодекс отчетности о результатах разведки, минеральных ресурсах и запасах руды[5]
- Горное бюро США в 1975 г. создало систему изучения состояния мировых сырьевых ресурсов (MAS). В настоящее время оценка запасов производится в соответствии со стандартом NI 43-101
- Национальный кадастр месторождений и запасов полезных ископаемых Индии (NMI)
- Комитет CRIRSCO (Объединенный комитет по международным стандартам отчетности о запасах) разработал и опубликовал в 2006 г. международный шаблон отчетности по результатам геологоразведочных работ, минеральным ресурсам и запасам (CRIRSCO Template)
- Кодекс Национальной Ассоциации по Экспертизе Недр. Введён в 2011 году в России[6]